# Сескло
Сескло (на гръцки: Σέσκλο) е неолитно селище в Гърция, едно от най-ранните в Европа, датиращо от VII—VI хилядолетие пр.н.е.
Носи името си по днешното село Сескло в Магнезия, Тесалия.
Датирано е ~ 6850 г. пр.н.е. с отклонение до 660 години. Обособени са две неолитни археологически култури – Протосескло и Пресескло. Втората е от последващо заселване от север на носители на Старчево-Кришката култура.